# Ruschia complanata
Ruschia complanata är en isörtsväxtart som beskrevs av L. Bol. Ruschia complanata ingår i släktet Ruschia och familjen isörtsväxter. Inga underarter finns listade i Catalogue of Life.